# Фіртушу
Фіртушу (рум. Firtușu) — село у повіті Харгіта в Румунії. Входить до складу комуни Лупень.
Село розташоване на відстані 233 км на північ від Бухареста, 50 км на захід від М'єркуря-Чука, 124 км на схід від Клуж-Напоки, 92 км на північ від Брашова.

## Населення
За даними перепису населення 2002 року у селі проживали 182 особи, з них 176 осіб (96,7%) угорців.
Рідною мовою назвали:
| Мова      | Кількість осіб | Відсоток |
| --------- | -------------- | -------- |
| угорська  | 176            | 96,7%    |
| циганська | 5              | 2,7%     |